# ریکاردو مندیگرن
ریکاردو مندیگرن (انگلیسی: Ricardo Mendiguren؛ زادهٔ ۱۹ اکتبر ۱۹۶۸) بازیکن فوتبال اهل اسپانیا است.
از باشگاه‌هایی که در آن بازی کرده‌است می‌توان به باشگاه فوتبال اتلتیک بیلبائو، باشگاه فوتبال لاس پالماس، و باشگاه فوتبال اتلتیک بیلبائو بی اشاره کرد.
وی همچنین در تیم‌های ملی فوتبال زیر ۱۶ سال اسپانیا، زیر ۱۸ سال اسپانیا، و زیر ۲۱ سال اسپانیا بازی کرده‌است.